# Ériu
Ériu, detta anche Eri, nella mitologia irlandese è una delle dee patrone eponime dell'Irlanda.
Secondo la mitologia, Ériu aiutò i Gaelici nella conquista dell'isola irlandese, come descritto dal Libro delle Invasioni.

## Etimologia
Il nome gaelico dell'Irlanda, Eire, viene proprio da Ériu e dalla parola che in antico norvegese o anglosassone significa terra. 

### Spiegazione mitologica
Ériu, con le sorelle Fódla e Banba, faceva parte di un'importante triade divina. 
Quando i Milesi giunsero dalla Spagna in Irlanda, ciascuna delle tre sorelle chiese che all'isola fosse dato il proprio nome. Ériu vinse, ma anche Banba fu spesso usato in poesia per indicare l'isola.
Secondo Seathrún Céitinn, Ériu venerava Macha la quale, come Badb, è spesso indicata come figlia di Ernmas; tutte e tre dee potrebbero essere equivalenti.
All'inizio Ériu fu una dea della guerra e della fertilità; lei, Banba e Fodhla sono interpretate come dee della sovranità; secondo Céitinn le tre dee andrebbero identificate con la triade Badhbh, Macha e Móirríoghan.